# Polanco Norte
Polanco Norte es una localidad uruguaya del departamento de Lavalleja.

## Ubicación
La localidad se encuentra situada en la zona centro-oeste del departamento de Lavalleja, en las costas del arroyo Polanco y sobre la ruta 40.

## Población
Según el censo del año 2011, la localidad cuenta con una población de 87 habitantes.
| 186           | 167 | 67 | 133 | 93 | 87 |
| (Fuente: INE) |     |    |     |    |    |